# Julios Césares

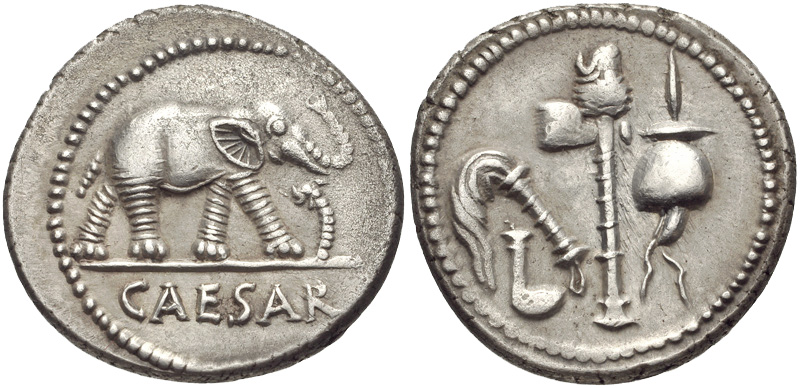
Monedas acuñadas a nombre del César.

Los Julios Césares  fueron una familia patricia de la gens Julia que aparece en la historia de Roma a finales del siglo III a. C., durante la segunda guerra púnica, cuando Sexto Julio César fue pretor en Sicilia. Durante el siglo II a. C., su importancia es marginal, obteniendo solamente un consulado cuando el hijo de éste, Sexto Julio César, se hizo cónsul en 157 a. C., pero con el nuevo siglo, y aliados con Cayo Mario, cobran notoriedad y varios miembros obtienen las fasces consulares, entre los que destaca Cayo Julio César, su miembro más destacado y forjador de la fama familiar, quien conquistó la Galia y se convirtió en el amo absoluto de Roma tras la Guerra civil. Habiendo recibido poder dictatorial de manos del Senado romano e instituyendo un número de reformas políticas y sociales, fue asesinado en 44 a. C.. Tras superar a varios rivales, el hijo adoptivo y heredero del César, Cayo Julio César Octaviano, fue proclamado Augusto por el senado. Tras su muerte, la familia continuó mediante adopciones dando lugar a la dinastía Julio-Claudia de emperadores romanos.

## Historia
La mayoría de los autores están de acuerdo en que los Julios Césares descienden de Lucio Julio Libón. El primer Julio César registrado en las fuentes es Sexto Julio César, que tomó parte en la segunda guerra púnica, aunque no se tiene la certeza de si fue él o su padre —un desconocido Lucio Julio— quien usó el cognomen por primera vez. A mediados del siglo II a. C., Sexto Julio César fue el primero de la familia en alcanzar el consulado. Ya en aquella época, los Julios Césares estaban divididos en dos ramas: por un lado estaban los parientes cercanos de Julio César, que mediante matrimonios y adopciones dieron lugar a la dinastía Julio-Claudia; la otra, descendiente directa del cónsul Sexto, desapareció a finales del periodo republicano.

## Praenominaycognomen
Los Julios Césares usaron tres praenomina: Cayo, Lucio y Sexto. Algunos autores sitúan a Cneo Julio en esta familia, aunque el praenomen Cneo solo se conoce en un dudoso caso del siglo V a. C. perteneciente a otra familia de los Julios. El cognomen «César» pudo haber sido en origen un praenomen.